# Матвеев, Алексей Леонтьевич
Алексе́й Лео́нтьевич Матве́ев (род. 27 марта 1928) — советский хозяйственный, государственный и политический деятель, Герой Социалистического Труда.

## Биография
Родился в 1928 году в Кировоградской области. Член КПСС.
С 1944 года — на хозяйственной, общественной и политической работе. В 1944—2003 гг. — токарь на заводах Украинской ССР, токарь-карусельщик Костромского завода текстильного машиностроения Министерства машиностроения для лёгкой и пищевой промышленности и бытовых приборов СССР.
Указом Президиума Верховного Совета СССР от 12 марта 1976 года за выдающиеся успехи, достигнутые в досрочном выполнении заданий девятого пятилетнего плана и социалистических обязательств, большой вклад в повышение производительности труда и качества выпускаемой продукции присвоено звание Героя Социалистического Труда с вручением ордена Ленина и золотой медали «Серп и Молот».
Делегат XXVII съезда КПСС.
Жил в Костроме.